# Hrastje (Chorwacja)
Hrastje – wieś w Chorwacji, w żupanii zagrzebskiej, w mieście Sveti Ivan Zelina. W 2011 roku liczyła 193 mieszkańców.